# The Furs
The Furs est un film américain de comédie réalisé par Mack Sennett, sorti en 1912.

## Fiche technique
- Réalisation : Mack Sennett
- Date de sortie : 13 mai 1912

## Distribution
- Mabel Normand
- Dell Henderson
- Kate Bruce